# Colias romanovi
Colias romanovi é uma borboleta da família Pieridae. É encontrada no Leste Paleártico (do Quirguistão para oeste, em Tajiquistão, Tian Shan).

## Subespécies
- Colias romanovi romanovi
- Colias romanovi seravschana Lukhtanov, 1999

## Taxonomia
Foi aceite como uma espécie por Josef Grieshuber & Gerardo Lamas